# ميخائيل بوكلاند
ميخائيل بوكلاند (بالإنجليزية: Michael Buckland)‏ هو أمين مكتبة بريطاني، ولد في 1941 في إنجلترا في المملكة المتحدة.

## وصلات خارجية
- الموقع الرسمي